# Brayan Lopez (atleta)
Brayan Lopez (20 de junio de 1997) es un deportista de Italia que compite en atletismo. Ganó una medalla de bronce en el Campeonato Europeo de Atletismo Sub-23 de 2019, en la prueba de 400 m.